# Paso a paso (álbum de Luis Fonsi)
Paso a paso es el título del sexto álbum de estudio y quinto realizado en español grabado por el cantautor puertorriqueño-estadounidense Luis Fonsi, Fue lanzado al mercado por la empresa discográfica Universal Music Latino el 12 de julio de 2005. El álbum Paso a paso fue producido por el propio artista y coproducido por Sebastián Krys y Jeeve.

## Recepción
El álbum fue nominado a Mejor Álbum Pop del Año y ganó el premio lo Nuestro al Mejor Artista Masculino del Año en la 18°. entrega de Premios Lo Nuestro. y también ganó también recibió una nominación para el Premio Grammy Latino al Mejor Álbum de Pop Vocal Masculino en la 7°. entrega de los Premios Grammy celebrada el jueves 2 de noviembre de 2006. del cual no obtuvo premio. [cita requerida]

## Lista de canciones
| Paso a paso |                        |                                                    |                    |          |  |
| N.º         | Título                 | Escritor(es)                                       | Productor (es)     | Duración |  |
| 1.          | «Nada es para siempre» | Amaury Gutiérrez                                   | Sebastián Krys     | 4:01     |  |
| 2.          | «Arrópame»             | Luis Fonsi · Jean Rodríguez · Edward J. Montilla   | Sebastián Krys     | 3:31     |  |
| 3.          | «Escondido»            | Luis Fonsi · Claudia Brant                         | Sebastián Krys     | 4:13     |  |
| 4.          | «Estoy perdido»        | Sebastián Krys · Juan Carlos Pérez-Soto            | Sebastián Krys     | 3:47     |  |
| 5.          | «Por una mujer»        | Marthin Chan · Elsten Creole Torres                | Sebastián Krys     | 2:52     |  |
| 6.          | «Vivo muriendo»        | Sebastián Krys · Bárbara Larrinaga · Carlos Celles | Sebastián Krys     | 4:12     |  |
| 7.          | «Me matas»             | Luis Fonsi · Claudia Brant                         | Sebastián Krys     | 3:11     |  |
| 8.          | «Me lo dice el alma»   | Luis Fonsi · Claudia Brant · Noel Schajris         | Sebastián Krys     | 4:13     |  |
| 9.          | «Para mí»              | Luis Fonsi · Claudia Brant                         | Sebastián Krys     | 3:04     |  |
| 10.         | «Todo sigue igual»     | Luis Fonsi · Claudia Brant                         | Luis Fonsi · Jeeve | 3:45     |  |
| 11.         | «Paso a paso»          | Sebastián Krys                                     |                    | 3:43     |  |
| 40:23       |                        |                                                    |                    |          |  |

© MMV. Universal Music Latino.

| Paso a paso (Deluxe edición) |                                                       |          |  |
| N.º                          | Título                                                | Duración |  |
| 12.                          | «Quiero»                                              |          |  |
| 13.                          | «Nada es para siempre» (Don Candiani Reggaeton Remix) |          |  |
| 14.                          | «Nada es para siempre» (Versión salsa)                |          |  |
| 15.                          | «Estoy perdido» (Don Candiani Reggaeton Remix)        |          |  |
| 16.                          | «Estoy perdido» (Versión acústica)                    |          |  |
| 17.                          | «Estoy perdido» (DJ Hessler in Da House Dance Remix)  |          |  |

| Paso a paso DVD (Deluxe Ediction) |                                                                                  |          |  |
| N.º                               | Título                                                                           | Duración |  |
| 1.                                | «Nada es para siempre»                                                           |          |  |
| 2.                                | «Estoy perdido»                                                                  |          |  |
| 3.                                | «Por una mujer»                                                                  |          |  |
| 4.                                | «Medley: ¿Quién te dijo eso?/Abrazar la vida» (Versión acústica por AOL Session) |          |  |
| 5.                                | «Paso a paso» (Versión acústica por AOL Session)                                 |          |  |
| 6.                                | «Nada es para siempre» (Versión acústica por AOL Session)                        |          |  |
| 7.                                | «Entrevista con Luis Fonsi»                                                      |          |  |

## Posicionamiento en listas
| Listas (2005)                   | Máxima posición |
| ------------------------------- | --------------- |
| U.S. Billboard 200              | 62              |
| U.S. Billboard Top Latin Albums | 2               |
| U.S. Billboard Latin Pop Albums | 2               |

## Certificaciones
| País           | Organismo certificador | Certificación   | Ventas certificadas | Ref   |
| -------------- | ---------------------- | --------------- | ------------------- | ----- |
| Estados Unidos | RIAA                   | Platino (Latin) | 60 000              | [ 4 ] |